# Lac de Barcis
Le lac de Barcis (Lâc di Barcis en frioulan) est un plan d'eau d'origine artificielle situé dans la Valcellina, à 402 mètres d'altitude. Barcis se trouve sur sa rive nord. Il a été créé en 1954 pour l'exploitation de l'énergie hydroélectrique. Il est connu non seulement pour ses eaux (couleurs d'une couleur particulière entre le vert et le bleu), mais également en tant que centre important pour les sports de lac (par exemple, la planche à voile ou la pêche sportive).

## Histoire
Le 25 mars 1939, un accord est signé entre le Consortium de Réhabilitation Cellina-Meduna et la S.A.D.E. - Società Adriatica Di Elettricità SpA de Venise, pour la construction d'un réservoir et des ouvrages à usage industriel et la quantité d'eau régulée disponible pour le Consortium au cours des différentes saisons, pour l'irrigation.
Le réservoir de Barcis, une fois mis en service, devait permettre d'irriguer 9 300 hectares supplémentaires à l'ouest de la Cellina et produire 160 millions de kWh d'électricité par an. Le 16 septembre 1940, le Consortium et la SADE présentent le projet chiffré et transmettent le tout au ministère compétent.
Le 10 octobre 1941, le coût de la construction du réservoir de Barcis, du captage et du réseau de distribution d'eau d'irrigation, avait été estimé par le Consortium à 114 millions £ires, dont 34 millions financés par la S.A.D.E., 35 millions par le Ministère des Travaux Publics, 20 millions par le Ministère de l'Agriculture et des Forêts et 24 millions par le Consortium.
Le projet exécutif commun de la S.A.D.E. et du Consortium Cellina-Meduna, présenté pour approbation définitive en 1941, prévoyait un réservoir de 60 millions de m³ d'eau, barrant la Valcellina à la hauteur du Ponte Antoi, avec un barrage de 70 mètres de hauteur. La submersion du village de Barcis et sa reconstruction plus haut, près de Dint, était inclus dans le projet.
Pendant la Seconde Guerre mondiale, en septembre 1944, lors de leur retraite, les troupes nazies allemandes incendièrent le village. À la fin du conflit, la S.A.D.E. et le Consortium relancent le projet sur la base d'un nouvel accord stipulé en juillet 1951. Le village de Barcis, presque entièrement détruit par l'incendie, a été en grande partie reconstruit immédiatement après la guerre au prix de grands sacrifices de la part de la population. Compte tenu du syndrome subi par la population, il devenait impossible d'imposer un nouvel exode forcé aux habitants. Le projet fut réduit par la S.A.D.E. et a réalisé cette profonde refonte avec « une efficacité et une rapidité exemplaire » selon les termes du maire.
Le Consortium et la S.A.D.E. ont décidé de construire le barrage au niveau du passage du Pont Antoi d'une hauteur limitée à 50 mètres, à 402 mètres d'altitude, créant un réservoir de seulement 20 millions de mètres cubes, sans submerger le village.

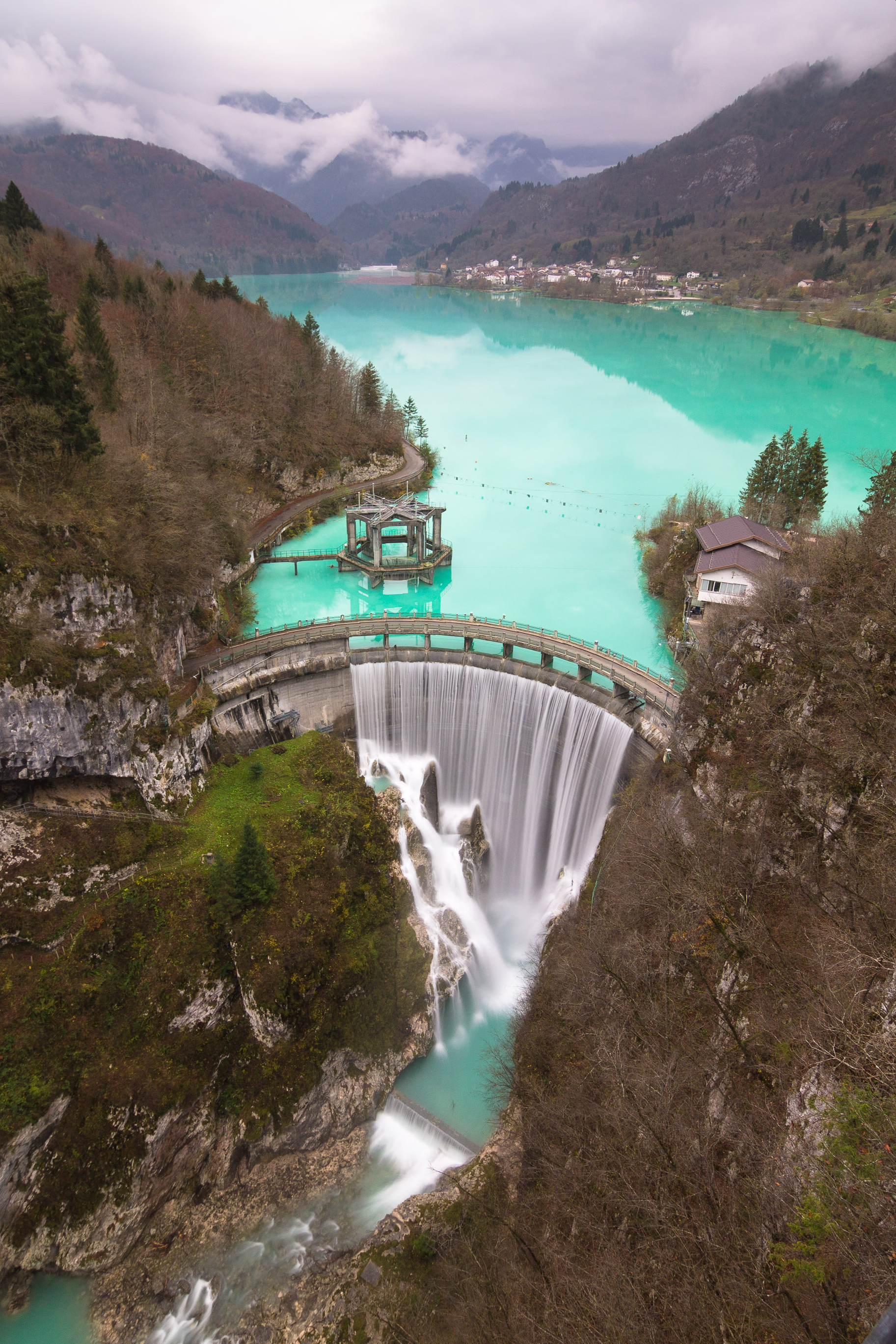
Barrage de Barcis et lac en crue

### Le barrage
Le barrage de Barcis, aussi appelé "Ancien barrage" après la construction du réservoir du Ponte Antoi, situé en amont, est un barrage poids construit le long du torrent Cellina, dans la zone "Rugo Valfredda", dans la commune de Barcis.
Le barrage, conçu par l'Ing. Carlo Semenza, été construit en 1952 et 1953. Il est situé dans une gorge calcaire du Crétacé supérieur composée d'épaisses couches inclinées vers le bassin. En raison de la forme irrégulière de la gorge qui s'élargit considérablement sur le côté sud-ouest, de nombreuses variantes ont été étudiées.
Le choix s'est porté sur un barrage poids en béton à double courbure, avec une structure asymétrique. La hauteur du point le plus bas des fondations (altitude 355,0 m) jusqu'à la couronne est de 47 mètres, tandis qu'au niveau de la route, à une altitude de 415,15 m, la hauteur est de 51,15 mètres. L'altitude maximale de réglage du réservoir est de 402,00 m. L'épaisseur du barrage à sa base est de 4,5 mètres et de 2,0 m au sommet.
Les travaux de fondations, culées du barrage et tunnels de décharge ont commencé en tout début d'année 1952, avec un volume de roche extrait de 14 510 m3.
Le coulage du béton a commencé en juillet 1952. Le béton utilisé était composé de :
- 275 kg de ciment ferro-pouzzolanique par mètre cube,
- du calcaire alluvial de 60 mm de diamètre
- 0,5 kg d'additif "Frioplast" pour 100 kg de mélange.

Le rapport eau-ciment était de 0,47. A la fin du coulage, 8 100 m3 de béton avaient été utilisés. Le barrage a été testé le 18 juin 1954.
Lors de la construction, une instrumentation de contrôle a été incorporée dans le corps du barrage. Elle comprend : 
- 10 thermomètres dans le béton, les roches et l'eau,
- 24 thermo-extensomètres,
- 8 télé-dilatomètres,
- 9 humidificateurs,
- 5 cibles mobiles,
- un réseau de triangulation et de nivellement pour contrôler les mouvements de l'ouvrage.

Un grand écran d'étanchéité radial a été injecté à partir de deux tunnels distincts sur une longueur totale de 14 413 mètres représentant 982 tonnes.
Le barrage comporte 3 tunnels de décharge, soit 1 412 m3/h :
- un déversoir sur la couronne du barrage, composé de huit ouvertures de 5,50 m de largeur chacune, soit un total de 44,00 m, avec un seuil situé à une altitude de 402,00 m, garantissant un débit de 248 m³/s.
- un drain superficiel sur la droite, testé sur une série de modèles au Laboratoire d'Hydraulique de l'Université de Padoue, un puits surmonté d'une paroi cylindrique en acier. L'évacuation des crues douces s'effectue par débordement du bord de la paroi cylindrique à l'altitude réglementaire de 402,0 m. L'évacuation des crues majeures s'effectue avec la paroi complètement relevée d'un diamètre de 13 mètres à une altitude de 399,00 m ; le puits a un diamètre de 8,70 m, creusé verticalement dans la roche jusqu'à une profondeur de 39,29 m sous la base (altitude 359,71 m), à travers un tunnel de 7,06 x 8,70 m, sortant 80 m en aval du barrage.
- un drain de fond sur le coté nord, à 360,18 m d'altitude, constitué d'un tunnel mesurant 3,75 m sur 4,00 m d'une longueur de 156,50 m, assurant un débit de 194 m³/s.

### La centrale hydroélectrique
Le lac alimente la centrale hydroélectrique de Barcis, mise en service en 1954, d'une puissance totale de 26 MVA.
La salle des machines est située dans une grotte, à 350 m d'altitude sur la rive gauche du torrent Cellina, dans la zone de Diga Vecchia, sur la commune de Montereale Valcellina.
Un tunnel en béton armé d'environ 2 km de long abrite deux conduites forcées métalliques qui alimentant deux turbines qui refoulent l'eau en aval de la centrale, directement dans le bassin créé par le barrage Ravedis. La centrale était, à l'origine, équipée d'une seule turbine-alternateur Kaplan à axe vertical, mais était conçue pour l'installation d'une deuxième unité qui sera installée en 1985, 15 mètres plus bas que la première.

## Données techniques Lac de Barcis[4]
- Surface : 0,98 km2
- Surface du bassin versant : 392 km2
- Altitude au réglage maximal : 402 m
- Zone de captage maximale : 2 706 m
- Profondeur maximale : 45 m
- Volume : 13,59 millions de m3